# Janna (Fernsehserie)
Janna (polnisch Janka) ist eine 15-teilige polnisch-westdeutsche Kinderserie aus dem Jahr 1989. Sie entstand unter der Regie von Janusz Łęski, der auch die Drehbücher verfasste. Es handelt sich um eine Ko-Produktion des polnischen Fernsehens Telewizja Polska mit dem WDR.

## Inhalt
| Figur               | Darsteller           | Deutscher Sprecher   |
| ------------------- | -------------------- | -------------------- |
| Janna Nowak         | Agnieszka Krukówna   | Eva Michaelis        |
| Julian Bromski      | Tadeusz Horvath      | Jan-David Rönfeld    |
| Großvater Nowak     | Krzysztof Kowalewski | Franz-Josef Steffens |
| Mutter Martha Nowak | Joanna Żółkowska     | Monika Gabriel       |
| Onkel Jakob Bromski | Grzegorz Wons        | Christian Brückner   |
| Magd Adele          | Zofia Merle          | Ursula Vogel         |
|                     | Gustaw Lutkiewicz    |                      |
| Natasza             | Stanisława Celińska  |                      |
|                     | Leon Niemczyk        |                      |
| Kasia               | Malgorzata Lipman    |                      |

Die Serie spielt in den 1920er Jahren in einem polnischen Dorf und handelt von den Abenteuern der Wirtstochter Janna und zweier Kinderbanden, den „Wölfen“ und den „Adlern“. Nach einem Zweikampf zwischen den Wölfen und den Adlern erhält Janna einen Ring von ihrer sterbenden Tante, die ihr verrät, dass der Ring Zauberkräfte habe. Der Wettstreit zwischen den Kinderbanden spiegelt sich auch im Konflikt zwischen den Erwachsenen wider: Der konservative Großvater Nowak und der fortschrittliche Jakob Bromski, der Flugzeuge und elektrischen Strom im Ort einführt, geraten immer wieder aneinander. Jannas Mutter hat ein schwieriges Verhältnis zu ihrem Vater und ist gegen dessen Willen Jakob sehr zugetan.

## Veröffentlichung
1. Wölfe und Adler
2. Ein Traum wird wahr
3. Alaska gegen Hera
4. Ein böser Trick
5. Nächtliche Zauberei
6. Der schwarze Ritter
7. Sebastian ist verschwunden
8. Geheimnis mit zwei Flügeln
9. Nächtliches Gewitter
10. Der Affe ist los
11. Der Heiratsantrag
12. Kartoffeln für Anita
13. Ein schrecklicher Sturz
14. Ein Weihnachtsmann kommt selten allein
15. Die Rettung

1990 wurde die Serie zu den zwei Filmen Adler und Wölfe sowie Zwischen Himmel und Erde umgeschnitten. Der WDR veröffentlichte 2013 die komplette Serie auf DVD mit einer Gesamtspielzeit von 450 Minuten.